# Wilhelm Schmitz (Politiker, 1927)

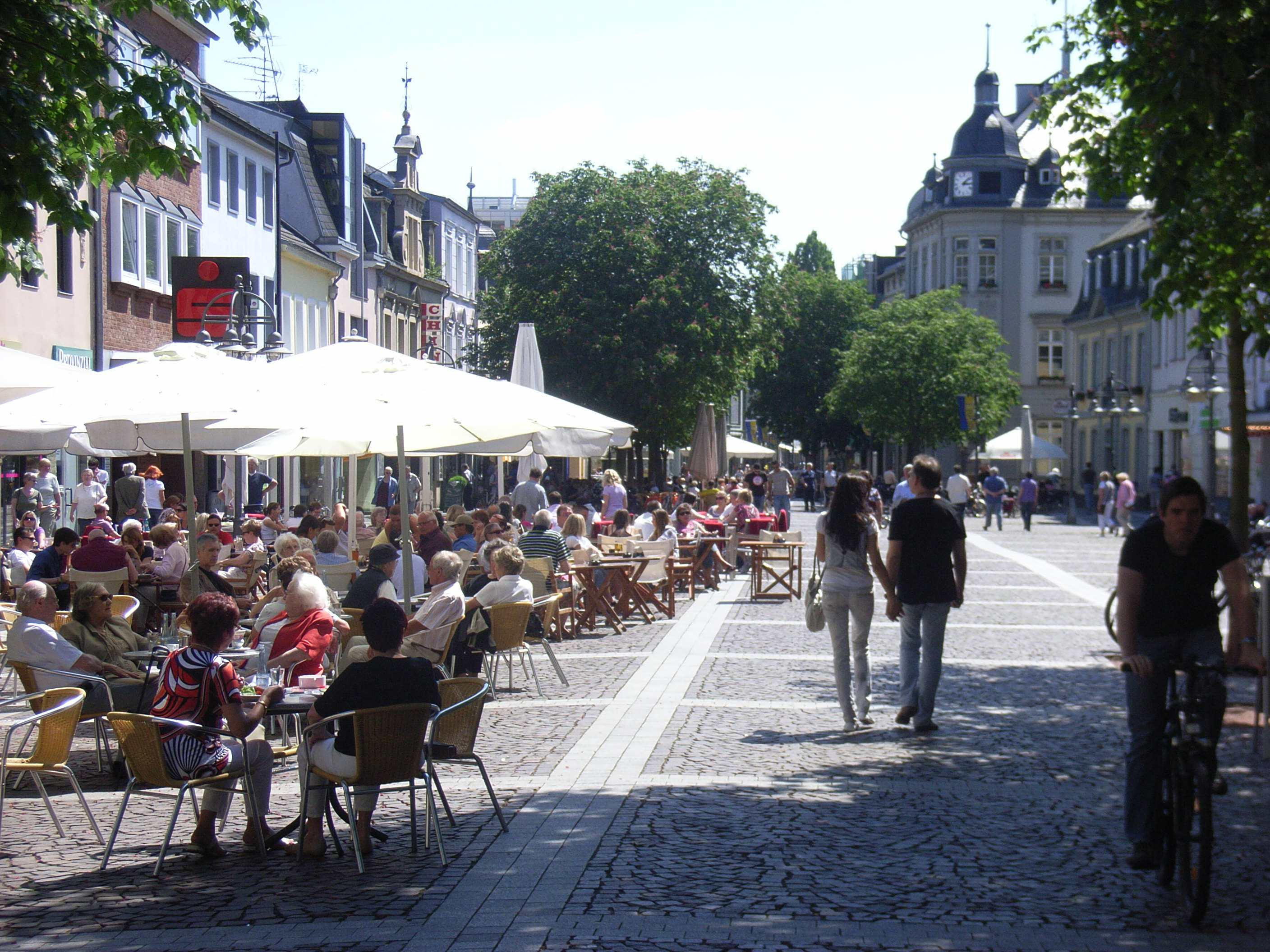
Die heutige Brühler Fußgängerzone geht auf eine Idee Wilhelm Schmitz’ zurück.

Wilhelm Schmitz (* 31. Oktober 1927 in Bonn) ist ein deutscher Politiker (CDU) und ehemaliger Brühler Bürgermeister. Er führt den Ehrentitel „Altbürgermeister der Stadt Brühl“.

## Frühes Leben
Wilhelm Schmitz wurde in Bonn geboren und studierte Pädagogik. Nach Beendigung seines Studiums wohnte Schmitz zunächst in Weiß bei Rondorf. Danach zog er nach Brühl und trat in den Schuldienst ein. Er war unter anderem Direktor der Hauptschule Brühl-Badorf und der Clemens-August-Schule in der Brühler Innenstadt, wo er den späteren Landrat und Bürgermeister Joseph Hürten ablöste, der ihm lange beruflich und freundschaftlich verbunden blieb. Als Lehrer gründete er das Kinderferienwerk mit organisierten Urlaubsfahrten in der Ferienzeit.
Er wurde schließlich Leitender Regierungsschuldirektor beim Regierungspräsidenten Düsseldorf. Er engagierte sich insbesondere für den Sportunterricht und war lange Zeit Leiter und Organisator der Bundesjugendspiele in Brühl, die im Schlosspark-Stadion stattfanden.
Wilhelm Schmitz war mit Gertrud „Gerti“ Schmitz (†) verheiratet.

## Politisches und kulturelles Wirken
Wilhelm Schmitz wurde bereits früh Fraktionsvorsitzender und schließlich Vorsitzender des CDU-Stadtverbandes Brühl. 1961 wurde Schmitz Mitglied im Rat der Stadt Brühl und 1979 zum Bürgermeister gewählt. Erst 1994, nach fünfzehn Jahren Amtszeit, wurde er als Bürgermeister von Irene Westphal abgelöst.
Schmitz vertrat die Stadt bei wichtigen außenpolitischen Empfängen in Schloss Augustusburg. Er war zusammen mit Stadtdirektor Dr. Wilhelm-Josef Schumacher für bis heute wesentliche Entwicklungen in der Stadtplanung verantwortlich. So etwa für die heutige Brühler Fußgängerzone (Uhlstraße – Markt – Kölnstraße), den umstrittenen Durchbruch der Mühlenstraße, den Bau eines Hallenbades (Erweiterung KarlsBad) und den Umbau des alten Franziskanerklosters am Markt, das heute unter anderem als Rathaus genutzt wird. Er war zudem Mitinitiator des Festivals „Brühler Sommer“.
Als Bewunderer des in Brühl geborenen Max Ernst reiste Wilhelm Schmitz 1967 nach Paris, um eine Aussöhnung Ernsts mit der Stadt Brühl zu erwirken. Die Heimatstadt des Künstlers hatte ihr von Ernst persönlich geschenkte Bilder verkauft. Er bemühte sich bereits früh um ein Max-Ernst-Museum, was allerdings erst 2005 realisiert werden konnte. Wilhelm Schmitz war lange Jahre Mitglied des Kulturausschusses der Stadt Brühl.
Wilhelm Schmitz war politisch umfassend aktiv. Neben seinem lokalen Wirken war er Kreistagsmitglied und Vizelandrat des damaligen Erftkreises. Er war zudem beratendes Mitglied einiger Wirtschaftsunternehmen, wie der RWE oder der Kreissparkasse.
2001 erhielt Schmitz als Anerkennung für seine Verdienste um die Stadt Brühl den Ehrenring. 2003 erhielt er den Ehrenring des Rhein-Erft-Kreises.
2004 schied Schmitz als Ratsmitglied aus.